# خسرو میرزای دوم
خسرو میرزای دوم یک مجموعه تلویزیونی ایرانی به کارگردانی نصرت کریمی و تهیه‌کنندگی مرتضی جعفری و محصول سال ۱۳۵۶ است.

## داستان
قصه خسرو میرزای دوم که از اول قرار بود نام آن میراث باشد در فضای یک خانواده اشرافی می‌گذشت. یک خانواده فئودال با تمام خصوصیات و سنتهای فئودالی. این خانواده از جامعه امروز عقب مانده بود و نمی‌توانست خودش را با آن وفق دهد. آنها از زمان کریم خان زند، پدر در پدر، در حکومت بودند اما دیگر کارشان به آخر رسیده بود. به این شکل که از این خانواده یک عمه خانم ۶۵ ساله (لرتا) و یک برادرزاده ۵۰ ساله (نصرت کریمی) باقی مانده بود و عمه خانم هم اولادی نداشت. برادرزاده هم که نامش کامران بود ثمره نزدیکی پدرش با کلفت خانه بود که صیغه‌ای بود! عمه خانم ۲۵ سال بود که می‌خواست هر طور شده کامران را زن بدهد و او هم زود بچه‌دار شود تا عمه خانم از نگرانی بابت عاقبت نام و میراث خانواده بیرون بیاید وگرنه همه دارایی خانواده را به بنیاد خیریه می‌بخشید! از آنجا که همه اطرافیان عمه خانم، از همسرش گرفته تا وکیل دایمی و پزشک و حتی کلفت و نوکرها، از عمه خانم ارث می‌بردند، نمی‌خواستند دارایی خانواده به بنیاد خیریه بخشیده شود و همه سعی می‌کردند کامران را زن بدهند! کامران خودش از قدیم عاشق نرگس بود ولی عمه خانم با این وصلت مخالف بود. خلاصه همگی تصمیم گرفتند مجلس مولودی بزرگی برپا کنند و از همه زنها و دخترهایی که برای کامران مناسب هستند دعوت کنند تا بلکه کامران یکی را بپسندد ولی هریک از این خانمها یک اشکالی داشت! یکی مثل خروس جنگی بود، یکی خودش خیلی خوب بود ولی از شوهر اولش سه تا بچه تخس داشت، یکی هیپی بود و بچه‌دار هم شد و عمه خانم هم خوشحال شد ولی یکدفعه دید که بچه زردپوست است و زن بالاخره اعتراف کرد که قبل از ازدواج با کامران، یک سفر رفته بوده نپال!!! سرانجام عمه خانم به ازدواج کامران و نرگس رضایت داد و نرگس هم باردار شد ولی دکتر تشخیص داد که رحم مادر کج است و بچه باید سقط شود! عمه خانم اصرار داشت که این دو باید از هم جدا شوند اما کامران زیر بار نرفت و جنگ و دعوا بالا گرفت و بالاخره عمه خانم مقرری کامران را قطع کرد و او را از خانه بیرون انداخت. کامران که تا آن روز کار نکرده بود با مشکلات زیادی روبرو شد و همین موضوع ماجراهای زیادی را برای خنداندن مردم پای تلویزیون پیش می‌آورد!

## بازیگران

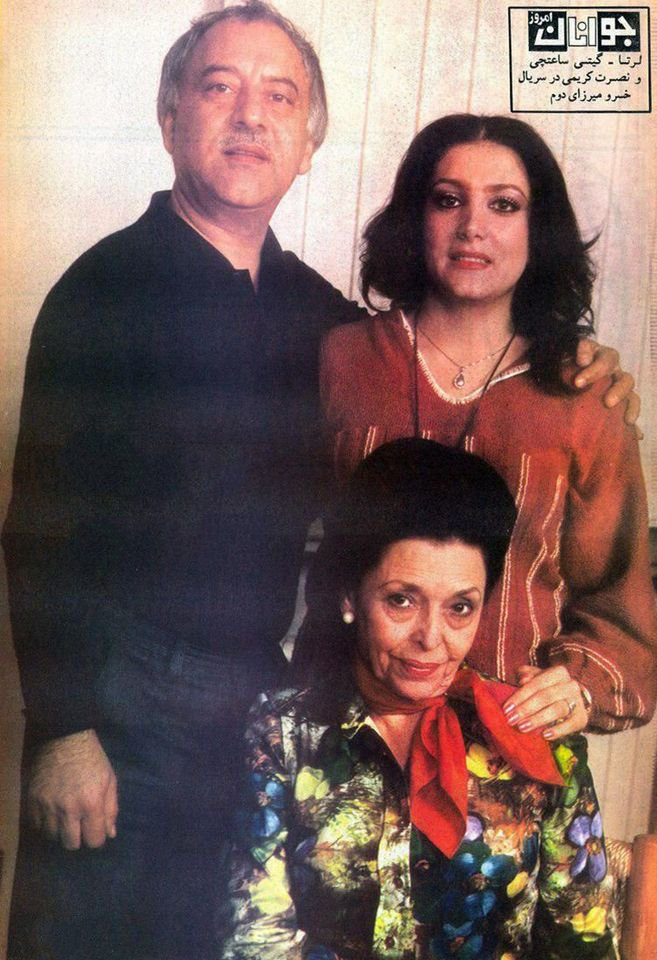
لرتا گیتی ساعتچی نصرت کریمی

- لرتا
- ایران قادری
- نصرت کریمی
- دیانا
- گیتی ساعتچی
- آتش خیر
- اسماعیل داورفر
- محبوبه بیات
- نصرت الله محتشم
- محمود بهرامی
- آزیتا لاچینی
- مریم لاچینی
- میراحمد ایروانلو
- تائیسیا ذوالقدر
- تفرشی آزاد
- نیلوفر
- حق پرست
- علی طالقانی
- بهزاد

و ...

## عوامل تولید
- تهیه کننده: مرتضی جعفری
- نویسنده نصرت کریمی
- کارگردان نصرت کریمی